# A.P. Førster
Andreas Peter Førster, ofta kallad A. P. Førster, född 1819, död 1889, var en dansk baptistisk predikant, som 1848 förrättade det första svenska dopet i baptistisk tradition.

## Sveriges första baptistdop och baptistförsamling
I mitten av 1840-talet hade sjömannen och kolportören F.O. Nilsson kommit i kontakt med baptismen och döpts av den tyske baptistpastorn J.G. Oncken.
I september 1848 lät Nilsson hämta A.P. Förster från Danmark till Sverige för att förrätta dop. Eftersom omdop var ett lagbrott i Sverige reste Förster i hemlighet, och Nilsson hämtade upp honom med båt i Göteborg för att sedan ro honom till Vallersvik i Landa socken (nuvarande Kungsbacka kommun).
På kvällen den 21 september 1848 förrättade Förster dop av Nilssons hustru Sofia Ulrika, hans två bröder Kristian och Nicklas Nilsson, Anders Wång och Abraham Lindström. Dopakten slutade först efter midnatt, och Förster sändes omedelbart landvägen tillbaka mot Göteborg och Danmark.
Under natten gick Nilsson och de nydöpta tillsammans till brodern Nicklas Nilssons hem, Borekullastugan strax norr om Frillesås, där de bildade Sveriges baptistförsamling.